# Capraia
För andra betydelser, se Capraia (olika betydelser).

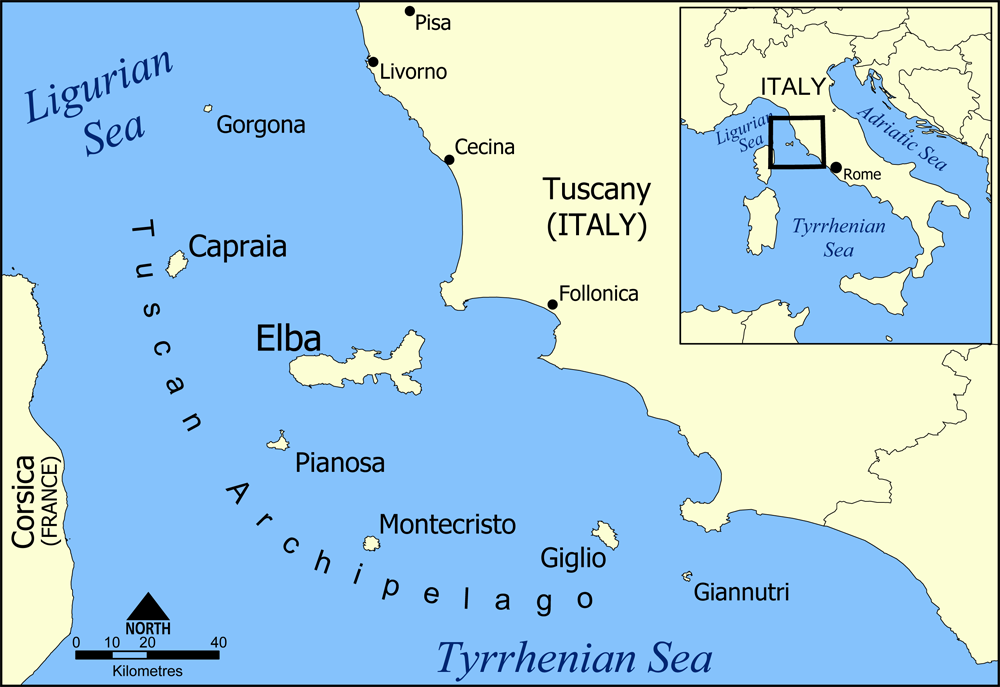
Capraias läge i den toskanska arkipelagen.

Capraia, Isola di Capraia, är en 19,3 km² stor ö som är den tredje största i den toskanska arkipelagen som ligger ungefär halvvägs mellan Cap Corse på norra Korsika och det italienska fastlandet.